# Авіаудар по школі Аль-Бурак
9 листопада 2023 року внаслідок авіаційного удару Ізраїлю зруйновано школу Аль-Бурак на вулиці Лабабіді у кварталі Аль-Наср на північ від міста Газа, яку використовувало Близькосхідне агентство ООН для допомоги палестинським біженцям як притулок. Внаслідок атаки загинуло щонайменше 50 людей, багато людей поранено.

## Історія
Вранці 9 листопада 2023 року ізраїльська ракета влучила у школу Аль-Бурак, коли там на момент атаки перебувало близько тисячі людей.

## Втрати
Армія оборони Ізраїлю (ЦАХАЛ) офіційно заявила, що внаслідок атаки вбито Ахмеда Сіама (командир угруповання ХАМАС, який «утримував у заручниках близько 1000 жителів Гази в лікарні Рантісі»), а також більшість інших бойовиків ХАМАС .
Внаслідок атаки загинули й зазнали поранень не менш як 50 осіб, серед них діти. За даними міністерства охорони здоров'я Палестини, десятки людей поранено.